# Đảo Gò Găng
Đảo Gò Găng là một địa điểm tọa lạc tại địa phận xã Long Sơn, thành phố Vũng Tàu, tỉnh Bà Rịa Vũng Tàu, Việt Nam.

## Địa lý
Đảo Gò Găng nằm cách trung tâm thành phố Vũng Tàu khoảng 3 km về phía Tây Nam. Tổng diện tích 30 km² cùng với việc 3 mặt giáp sông và 1 mặt giáp biển tạo nên hệ thống mạng lưới giao thông đường thủy khá hoàn thiện, đảo Gò Găng được thiên nhiên ưu đãi tạo nên một vị thế chiến lược trong việc phát triển nền kinh tế biển. Bên cạnh đó, Gò Găng không chỉ có biển mà còn có hệ thống rừng, ao hồ. Điều này mang lại mang lại một lợi thế không nhỏ đến sự phát triển du lịch phía Tây Nam của Vũng Tàu.

## Hiện trạng
Trước đây, Gò Găng là một vùng đất tương đối hoang hóa, người dân muốn sang đảo thì phải di chuyển bằng thuyền bè, sống trong cảnh không điện không nước tiêu xài. Nhưng tính đến thời điểm năm 2005, tình hình có phần khả quan hơn nhờ việc dự án cầu Gò Găng được xây dựng.
Cầu Gò Găng được xây dựng nối với quốc lộ 51 đi qua đảo, tạo sự thuận tiện cho việc đi lại ra và vào đảo. Đồng thời vào tháng 9/2011, việc hỗ trợ điện gió đã được một số danh nghiệp giúp đỡ. Điều này đem đến sự hy vọng một cuộc sống tươi sáng hơn nhiều tích cực hơn cho 160 hộ dân cư mà trong đó chỉ có 20% hộ có điều kiện kinh tế khá giả đang cư trú trên đảo.

## Cơ hội
Và cũng vào năm 2011, dự án quy hoạch Gò Găng đã được tổ chức thành cuộc thi thiết kế và kết quả là một công ty của Pháp đã giành chiến thắng. Với ý tưởng xây dựng Gò Găng trở thành một đô thị thân thiện với môi trường với những đặc trưng vốn có của nó chẳng hạn như xây dựng dựa trên các đặc điểm địa hình, mặt nước và cảnh quan thiên nhiên của Gò Găng. Với diện tích đảo là 1.350 ha (13,5 km²), khu đô thị chỉ chiếm 743 ha, còn lại là diện tích mặt nước 127 ha và 480 ha rừng ngập mặn. Quy mô dân số khoảng 53.000 người hình thành 4 phân khu chức năng chính gồm khu mậu dịch tự do gắn liền với sân bay, khu trung tâm thương mại văn phòng, khu cửa ngõ và vùng lõi bố trí công ty ứng dụng.
Hiện tại, Gò Găng chỉ hấp dẫn khách du lịch bởi làng nuôi cá bè. Còn về các mặt khác, Gò Gằng chưa đem đến sự thu hút mà chỉ đạt ở mức tiềm năng chưa được khai thác như du lịch sinh thái, du lịch sông nước, biển, đảo và rừng ngập mặn....